# Славянские танцы (альбом)
«Славянские танцы» — пятый альбом группы «Моральный кодекс», выпущенный в 2007 году.

## Об альбоме
Над альбомом группа работала несколько лет. Запись альбома проводилась в студии «Эбби Роуд».

## Рецензии музыкальных критиков
Марк Радель из информационного агентства InterMedia в своей рецензии к альбому отмечает:
...Послушав "Славянские танцы" единожды, можно подивиться количеству необязательного наполнителя, которым "Моральный кодекс" разбавил признанные шлягеры. Числа хитов по нынешним временам достаточно, чтобы счесть альбом более чем хорошим, а в остальном Мазай, Кильдей и остальные сохранили свой почерк — немного пофигистично, но на высочайшем профессиональном уровне, играть и петь о чём-то красивом. И все же одного прослушивания мало; если отнестись к альбому более внимательно, окажется, что при всей его предсказуемости и упоре на известные песни он не так уж прост, да и "Моральный кодекс" неслучайно держит свою марку уже более пятнадцати лет....

## Список композиций
| №   | Название             | Текст песни | Музыка            | Длительность |
| --- | -------------------- | ----------- | ----------------- | ------------ |
| 1.  | «Другие»             | П.Жагун     | Н.Девлет-Кильдеев | 4:57         |
| 2.  | «NY & Беслан»        | П.Жагун     | Н.Девлет-Кильдеев | 3:35         |
| 3.  | «Московская осень»   | П.Жагун     | Н.Девлет-Кильдеев | 3:26         |
| 4.  | «До вечера»          | П.Жагун     | Н.Девлет-Кильдеев | 3:58         |
| 5.  | «Актриса»            | П.Жагун     | Н.Девлет-Кильдеев | 4:21         |
| 6.  | «Праздник в пустыне» | П.Жагун     | Н.Девлет-Кильдеев | 3:56         |
| 7.  | «Торговец и воин»    | П.Жагун     | Н.Девлет-Кильдеев | 3:42         |
| 8.  | «В ожидании чуда»    | П.Жагун     | Н.Девлет-Кильдеев | 4:00         |
| 9.  | «Славянские танцы»   | П.Жагун     | Н.Девлет-Кильдеев | 4:30         |
| 10. | «Не уходи»           | П.Жагун     | Н.Девлет-Кильдеев | 3:51         |
| 11. | «Дон Пердитто»       | П.Жагун     | Н.Девлет-Кильдеев | 3:42         |
| 12. | «В твоих глазах»     | П.Жагун     | Н.Девлет-Кильдеев | 3:55         |
| 13. | «Первый снег»        | П.Жагун     | Н.Девлет-Кильдеев | 4:11         |
| 14. | «9-я рота»           | П.Жагун     | Н.Девлет-Кильдеев | 3:57         |
| 15. | «Ясный сокол»        | П.Жагун     | Н.Девлет-Кильдеев | 3:15         |
| 16. | «Хэй-хэй-хэй»        | П.Жагун     | Н.Девлет-Кильдеев | 5:10         |

## Участники записи
Группа «Моральный кодекс»:
- Сергей Мазаев — вокал, саксофон, труба, флейта.
- Николай Девлет-Кильдеев — гитара.
- Александр Солич — бас-гитара.
- Константин Смирнов — клавишные.
- Зак Салливан — ударные.

Запись — студия «Эбби Роуд»(Лондон), Milenium Studio (Москва, студия Павла Слободкина) 

Звукорежиссёры — Крис Кимзи, Franchesco Cavali, Андрей Иванов

## Видео
На пять песен из альбома «Славянские танцы» были сняты клипы:
- «В твоих глазах» (2004 год, реж. И. Кожевников)
- «9 рота» (2005 год, реж. Федор Бондарчук)
- «Московская осень» (2006 год, реж. Р. Прыгунов)
- «Славянские танцы» (2013 год, реж. Евгений Митрофанов)
- «Не уходи» (2017 год, реж. Р. Гигинеишвили)